# Algorithme de Freivalds
L'algorithme de Freivalds (du nom de Rūsiņš Mārtiņš Freivalds) est un test probabiliste pour vérifier le résultat d'un produit matriciel. Étant donné trois matrices {\displaystyle A}, {\displaystyle B}, et {\displaystyle C}, de tailles respectives {\displaystyle m\times k,\ k\times n} et {\displaystyle m\times n}, à coefficients dans un anneau quelconque, le problème est de vérifier si {\displaystyle A\times B=C}. Pour le résoudre, l'algorithme naïf calcule le produit {\displaystyle A\times B} explicitement et compare le résultat terme à terme avec {\displaystyle C}. Cependant, le meilleur algorithme connu de produit matriciel (dans le cas où les matrices sont de taille identique à n) s'exécute en temps {\displaystyle O(n^{2.3729})}. L'algorithme de Freivalds utilise la randomisation afin de réduire cette borne à {\displaystyle O(n^{2})}  avec une forte probabilité. Il peut vérifier un produit matriciel en temps {\displaystyle O(rn^{2})} avec une probabilité d'échec inférieure à {\displaystyle 2^{-r}}.

## Algorithme

### Procédure
Le principe de l'algorithme consiste à vérifier, pour trois matrices de taille {\displaystyle m\times k,\ k\times n,} et {\displaystyle m\times n}, notées {\displaystyle A}, {\displaystyle B} et {\displaystyle C} si l'égalité {\displaystyle A\times B=C} est vérifiée ou non.
On effectue alors les trois étapes :
1. Générer un vecteur aléatoire {\displaystyle {\vec {r}}} de composantes 0 ou 1 de taille {\displaystyle n}.
2. Calculer {\displaystyle {\vec {P}}=A\times (B{\vec {r}})-C{\vec {r}}}.
3. Renvoyer Oui si {\displaystyle {\vec {P}}=(0,0,\ldots ,0)^{T}} ; Non sinon.

### Erreur
Si {\displaystyle A\times B=C}, alors l'algorithme retourne toujours Oui. Si {\displaystyle A\times B\neq C}, alors la probabilité que l'algorithme retourne Oui est inférieure ou égale à 1/2.
En répétant l'algorithme {\displaystyle r} fois et en renvoyant Oui si et seulement si toutes les itérations renvoient Oui, la complexité temporelle du test est {\displaystyle O(rn^{2})} et sa probabilité d'erreur est inférieure ou égale à {\displaystyle 1/2^{r}}.

## Exemple
On suppose qu'on souhaite vérifier si :
{\displaystyle AB={\begin{bmatrix}2&3\\3&4\end{bmatrix}}{\begin{bmatrix}1&0\\1&2\end{bmatrix}}{\stackrel {?}{=}}{\begin{bmatrix}6&5\\8&7\end{bmatrix}}=C.}
Un vecteur aléatoire 2 × 1 de composantes égales à 0 ou 1 est sélectionné — par exemple, {\displaystyle {\vec {r}}={\begin{bmatrix}1\\1\end{bmatrix}}} — et utilisé pour calculer :
{\displaystyle {\begin{aligned}A\times (B{\vec {r}})-C{\vec {r}}&={\begin{bmatrix}2&3\\3&4\end{bmatrix}}\left({\begin{bmatrix}1&0\\1&2\end{bmatrix}}{\begin{bmatrix}1\\1\end{bmatrix}}\right)-{\begin{bmatrix}6&5\\8&7\end{bmatrix}}{\begin{bmatrix}1\\1\end{bmatrix}}\\&={\begin{bmatrix}2&3\\3&4\end{bmatrix}}{\begin{bmatrix}1\\3\end{bmatrix}}-{\begin{bmatrix}11\\15\end{bmatrix}}\\&={\begin{bmatrix}11\\15\end{bmatrix}}-{\begin{bmatrix}11\\15\end{bmatrix}}\\&={\begin{bmatrix}0\\0\end{bmatrix}}.\end{aligned}}}
Le résultat est le vecteur nul ce qui suggère la possibilité que AB = C. Toutefois, si le vecteur {\displaystyle {\vec {r}}={\begin{bmatrix}1\\0\end{bmatrix}}} est sélectionné pour une deuxième itération, le résultat devient :
{\displaystyle A\times (B{\vec {r}})-C{\vec {r}}={\begin{bmatrix}2&3\\3&4\end{bmatrix}}\left({\begin{bmatrix}1&0\\1&2\end{bmatrix}}{\begin{bmatrix}1\\0\end{bmatrix}}\right)-{\begin{bmatrix}6&5\\8&7\end{bmatrix}}{\begin{bmatrix}1\\0\end{bmatrix}}={\begin{bmatrix}-1\\-1\end{bmatrix}}.}
Le résultat n'est plus nul ce qui prouve que AB ≠ C.
Il existe quatre vecteurs 0/1 à deux composantes. La moitié d'entre eux mène au vecteur nul ({\displaystyle {\vec {r}}={\begin{bmatrix}0\\0\end{bmatrix}}} et {\displaystyle {\vec {r}}={\begin{bmatrix}1\\1\end{bmatrix}}}) de sorte que la probabilité de choisir aléatoirement un de ces deux vecteurs deux fois de suite (et donc de conclure à tort que AB = C) est de 1/22 = 1/4. Dans le cas général, la proportion de vecteurs r menant au vecteur nul peut être inférieure à 1/2. Un grand nombre d'essais est effectué de manière à rendre la probabilité d'erreur très faible.

## Probabilité d'erreur
Soit p la probabilité d'erreur. Si A × B = C alors p = 0, et si A × B ≠ C alors p ≤ 1/2.

### CasA×B=C
{\displaystyle {\begin{aligned}{\vec {P}}&=A\times (B{\vec {r}})-C{\vec {r}}\\&=(A\times B){\vec {r}}-C{\vec {r}}\\&=(A\times B-C){\vec {r}}\\&={\vec {0}}\end{aligned}}}
Ce résultat est indépendant de la valeur de {\displaystyle {\vec {r}}} car il utilise seulement l'égalité {\displaystyle A\times B-C=0}. Par conséquent, la probabilité d'erreur est dans ce cas :
{\displaystyle \Pr[{\vec {P}}\neq 0]=0}

### CasA×B≠C
Soit
{\displaystyle {\vec {P}}=D\times {\vec {r}}=(p_{1},p_{2},\dots ,p_{n})^{T}}
où
{\displaystyle D=A\times B-C=(d_{ij})}.
Puisque {\displaystyle A\times B\neq C}, certaines composantes de {\displaystyle D} sont forcément non-nulles. On suppose qu'on a l'élément {\displaystyle d_{ij}\neq 0}. Par la définition du produit matriciel, il vient :
{\displaystyle p_{i}=\sum _{k=1}^{n}d_{ik}r_{k}=d_{i1}r_{1}+\cdots +d_{ij}r_{j}+\cdots +d_{in}r_{n}=d_{ij}r_{j}+y}.
pour un certain {\displaystyle y}. Par la formule des probabilités totales, on a :
{\displaystyle \Pr[p_{i}=0]=\Pr[p_{i}=0|y=0]\cdot \Pr[y=0]\,+\,\Pr[p_{i}=0|y\neq 0]\cdot \Pr[y\neq 0]}.
En utilisant les résultats
{\displaystyle \Pr[p_{i}=0|y=0]=\Pr[r_{j}=0]={\frac {1}{2}}}
{\displaystyle \Pr[p_{i}=0|y\neq 0]=\Pr[r_{j}=1\land d_{ij}=-y]\leq \Pr[r_{j}=1]={\frac {1}{2}}}
dans l'équation précédente, on obtient :
{\displaystyle {\begin{aligned}\Pr[p_{i}=0]&\leq {\frac {1}{2}}\cdot \Pr[y=0]+{\frac {1}{2}}\cdot \Pr[y\neq 0]\\&={\frac {1}{2}}\cdot \Pr[y=0]+{\frac {1}{2}}\cdot (1-\Pr[y=0])\\&={\frac {1}{2}}\end{aligned}}}
Par conséquent,
{\displaystyle \Pr[{\vec {P}}=0]=\Pr[p_{1}=0\land \dots \land p_{i}=0\land \dots \land p_{n}=0]\leq \Pr[p_{i}=0]\leq {\frac {1}{2}}.}
Ceci termine la preuve.

## Complexité
Une analyse simple de cet algorithme montre une complexité en temps de O(n2) qui bat l'algorithme déterministe classique en O(n3). L'analyse de l'erreur montre qu'après {\displaystyle r} exécutions de l'algorithme, la probabilité d'erreur est inférieure à {\displaystyle {\frac {1}{2^{r}}}}. Dans la pratique, l'algorithme est rapide en raison d'implémentations efficaces du calcul d'un produit matrice-vecteur. Par conséquent, l'utilisation des algorithmes randomisés peut accélérer un algorithme déterministe lent. Le meilleur algorithme déterministe pour la vérification du produit matriciel est à l'heure actuelle une variante de l'algorithme de Coppersmith-Winograd avec un temps d'exécution asymptotique en O(n2.3729).
L'algorithme de Freivalds apparaît souvent dans les introductions aux algorithmes probabilistes grâce à sa simplicité. En pratique, il illustre également la supériorité des algorithmes probabilistes dans certains problèmes.

## Anneaux Anneau ℤ/qℤ
Il pourrait être tentant de générer le vecteur aléatoire avec des composantes prises uniformément dans {\displaystyle \{0,\ \ldots ,\ q-1\}} dans le cas où l'anneau de base est {\displaystyle \mathbb {Z} /q\mathbb {Z} ,\ q>2}.
En effet, on pourrait penser que si le vecteur est pris dans un espace plus grand, l'égalité a encore moins de chance de se produire pour un vecteur générique.
Cependant, on a :
{\displaystyle \Pr[p_{i}=0|y=0]=\Pr[r_{j}=0]={\frac {1}{q}}}
{\displaystyle \Pr[p_{i}=0|y\neq 0]=\bigcup _{l=1}^{q}\Pr[r_{j}=i\land d_{ij}=-ly]\leq \bigcup _{l=1}^{q}\Pr[r_{j}=l]={\frac {q-1}{q}}}
En conclusion, le test devient plus efficace seulement dans le cas où l'erreur n'intervient que sur un coefficient, mais est moins efficace dans le cas général où le produit scalaire du vecteur d'erreur {\displaystyle d_{i}=(d_{i1},\ \ldots ,\ d_{in})} et du vecteur aléatoire {\displaystyle r_{i}} se compense à zéro.
On détermine la probabilité du test par la formule des probabilités totales :
{\displaystyle {\begin{aligned}\Pr[p_{i}=0]&={\frac {1}{q}}\cdot \Pr[y=0]+{\frac {q-1}{q}}\cdot \Pr[y\neq 0]\\&={\frac {1}{q^{2}}}+\left({\frac {q-1}{q}}\right)^{2}\\&>{\frac {1}{2}}\end{aligned}}}
La probabilité d'erreur de ce second test étant supérieur à {\displaystyle {\frac {1}{2}}}, il est préférable de ne générer le vecteur qu'avec des composantes entre 0 et 1.